# 公式様文書
公式様文書（くしきようもんじょ）とは、古文書学における用語で律令法の公式令に定められた書式によって作成・発給された文書のこと。

## 概要
具体的な規定は公式令に定められているが、基本的には唐の公式令の規定をモデルとした楷書で書かれた漢文体の文面に発給した官司の印判及び発給に関与した官人自らが位署することが特徴とされている（ただし、例外として詔書のみは和文体の宣命形式である）。
日本の養老律令にある公式令には合わせて21の書式について記載されている。
律令制の弛緩とともに複雑な法的手続を伴う公式様文書は衰退し、より簡便な手続で発給される令外の公文書（公家様文書）による発給が主流となった。